# Альфонсо X
Альфонсо X Кастильский (исп. Alfonso X de Castilla), или Альфонсо X Мудрый (исп. Alfonso X el Sabio) (23 ноября 1221, Толедо — 4 апреля 1284, Севилья) — король Кастилии и Леона с 1252 года, старший сын Фердинанда III Кастильского и Елизаветы Гогенштауфен, дочери Филиппа Швабского. Король также упоминается с прозвищами «Образованный» и «Астроном».

## Биография
Альфонсо стал королём Кастилии и Леона в 1252 году и начал своё царствование с успешного военного похода в Португалию, однако ему не удалось завершить крестовый поход, начатый его отцом Фердинандом III против мавров в Южной Испании.
В 1256 году, после смерти германского императора Вильгельма Голландского, Альфонсо заявил о своих претензиях на престол Священной Римской империи германской нации, поскольку по материнской линии происходил из Гогенштауфенов. 1 апреля 1257 года часть электоров избрала его королём Германии, тогда как другая часть отдала предпочтение английскому претенденту — Ричарду, графу Корнуоллскому, который прибыл в Германию и короновался, в отличие от Альфонсо, который в Германии так ни разу и не побывал. Его борьба за этот престол привела к многолетним сложным интригам, оказавшимся безуспешными, и только после смерти Ричарда в 1272 году папа Григорий X убедил Альфонсо оставить свои притязания.
В 1270 году Альфонс X основал рыцарский Орден Пресвятой Девы Марии Испанской с целью усилить защиту морских границ Кастилии и Леона.
В 1275 году умер старший сын короля, инфант Фернандо. Согласно новому кодексу наследником престола должен был стать старший внук Альфонс, в то время как по старинным кастильским обычаям приоритетом обладал второй сын короля — Санчо. Уступив требованиям вельмож, Альфонс признал наследником Санчо, но с этим не согласилась вдова Фернандо, Бланка. Она обратилась за помощью к своему брату, королю Франции Филиппу III Смелому, и тот направил в Испанию войско, которое несколько лет разоряло приграничные с Наваррой области Кастилии. Альфонсу пришлось пойти на уступки и выделить внуку отдельное королевство Хаэн, находившееся в вассальном подчинении Кастилии. Однако против подобного раздела выступил Санчо. Он поссорился с отцом, и в 1281 году между ними началась открытая война. Большинство знати встало на сторону инфанта.
Кортесы, собравшиеся в 1282 году в Вальядолиде, объявили Альфонса низложенным и передали трон Санчо. В ответ король проклял сына, лишил его права наследования и обратился за помощью к маврам, которые начали опустошать Кастилию наравне с французами. В разгар этой войны Альфонс заболел и умер. Своим завещанием он ещё больше запутал ситуацию. Наследником трона Кастилии он объявил второго внука, Фернандо, а младшим сыновьям дал отдельные королевства, Севилью, Бадахос и Мурсию.

## Вклад в культуру
При Альфонсо X был издан сборник законов и составлены астрономические таблицы, получившие название «Альфонсовых». Инициировал составление свода законов под названием «Семь разделов права», а также истории Испании — первых подобных работ, написанных на испанском языке (кастельяно), а помимо них — переводы научных текстов с арабского на испанский.
Король вошёл в историю также как поэт, португальские литературоведы называют его «средневековым трубадуром», его внук, король Португалии Диниш I, прославился как «король-трубадур». В правление Альфонсо X были составлены сборники Кантиг о Деве Марии. Испанист из США Джозеф Ф. О'Каллаган (Joseph F. O'Callaghan) цитировал часть пролога Альфонсо X (на галисийско-португальском языке), в котором король сам провозгласил себя трубадуром Девы Марии: «quero seer oy mais seu trobador» (Prólogo). Вопрос об авторстве этих кодексов до сих пор дискутируется специалистами. Современные исследователи предполагают, что сам король сочинил от 8 до 10 кантиг этих антологий. Немецкий филолог-медиевист Вальтер Меттманн, издатель современного критического издания Кантиг о Деве Марии, полагал, что в создании кодексов, песни которых обозначаются латинскими литерами CSM, принимали участие от 3 до 6 поэтов, но бо́льшая часть текстов вышла из-под пера одного автора — галисийского трубадура и священника Айраса Нунеса (Airas Nunes). По мнению Меттманна, в действительности кастильский король написал только около 10 текстов кантиг, которые при сравнении с другими отличаются стилем и тематикой. Другие, возможно, создавались под его руководством. Согласно примечаниям О'Каллагана, Альфонсо X, по всей вероятности,  выступил автором 9 кантиг, в которых он сам высказывался от первого лица (CSM 169, 180, 200, 209, 279, 300, 360, 401, 406).
Помимо перечисленных королю приписывают светские кантиги на галисийско-португальском языке. В средневековых сборниках «Песенник Национальной библиотеки» и «Песенник Ватикана» (Cancioneiro da Vaticana) сохранились 44 песни Альфонсо X Мудрого: 3 кантиги о любви, 34 кантиги насмешки и злословия, 2 хвалебных песни, 4 тенсоны, 1 сирвента, а авторство кантиги о друге ставится под сомнение. 
В 1283 году при дворе короля был составлен богато украшенный манускрипт, известный как «Книга игр» (исп. Libro de los juegos), где содержатся около сотни шахматных задач и описание правил игры, свидетельствующих о постепенной эволюции арабского шатранджа в собственно шахматы.

## Браки и дети

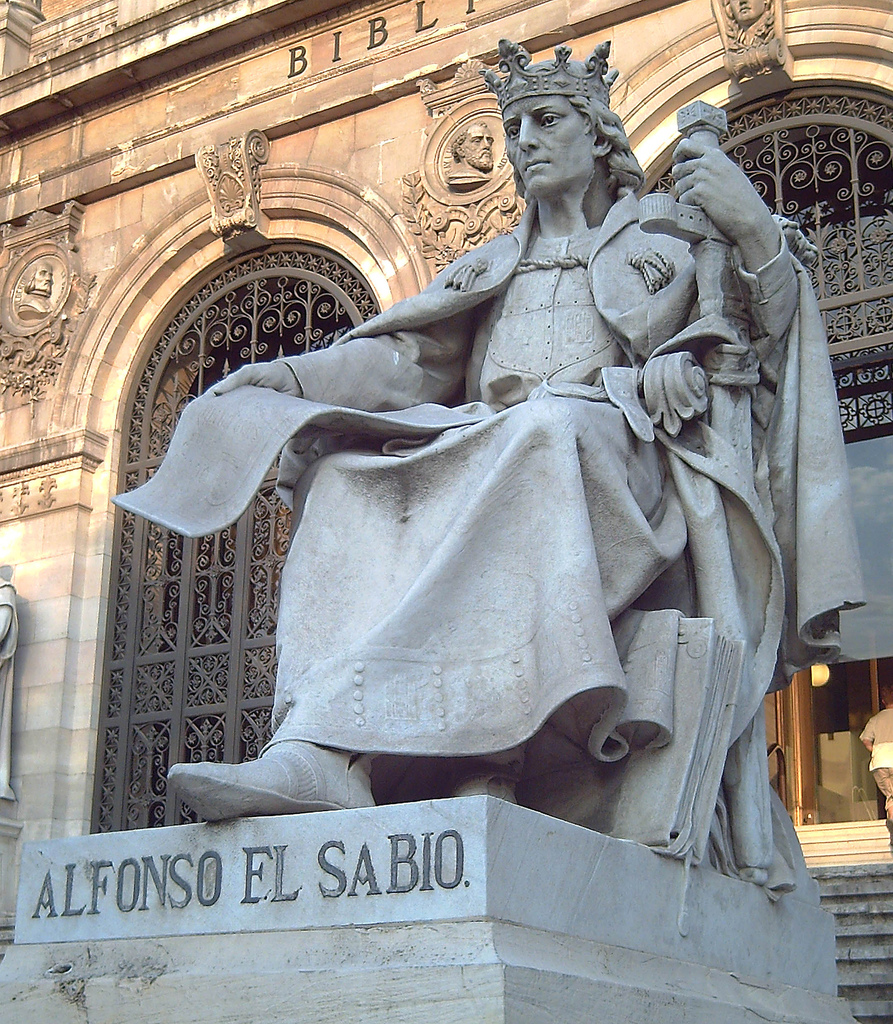
Статуя Альфонсо X в Мадридe (1892).

Жена: с 19 января 1249 года Виоланта Арагонская (ок. 1236—1301), дочь короля Арагона Хайме I Завоевателя и Иоланды Венгерской. Ввиду юного возраста супруги консуммация была отсрочена, но потом супруги произвели на свет 12 детей.
- Фернандо (? — умер в младенчестве)
- Беренгела (10 октября/25 ноября 1253—1300)
- Беатриса (5 ноября/6 декабря 1254 — ок. 1286); муж: с августа 1271 Гульельмо VII (ум. 8 февраля 1292), маркиз Монферрато
- Фернандо де ла Серда (23 октября 1255 — 25 июля 1275), родоначальник дома де ла Серда
- Санчо IV Смелый (12 мая 1258 — 25 апреля 1295), король Кастилии и Леона с 1284
- Констанца (февраль/октябрь 1259 — 23 июля 1280), монахиня в Лас Хуэльгасе
- Педро (15 мая/25 июля 1260 — 20 октября 1283), сеньор де Ледесма, Альба де Тормес, Сальватьера, Галисто и Миранда
- Хуан (15 мая/25 июля 1260 — 25 июня 1319), сеньор де Валенсия де Кампос
- Исабель (январь 1263/декабрь 1264 — в младенчестве)
- Виоланта (1265 — 12 марта 1287/30 января 1308); муж: с 1282 Диего Лопес де Аро (ок. 1250—1310), сеньор Бискайский
- Хайме (ок. 1266 — 9 августа 1284), сеньор де лос Камерос
- Леонора (ум. после 1274/1275)

Кроме того, Альфонс X имел нескольких внебрачных детей.
От связи с Марией Альфонсо де Леон:
- Беренела Альфонсо: муж: Педро Нуньес де Гусман (ум. после 1264)

От связи с Эльвирой Родригес де Вильяда:
- Альфонсо Фернандес эль-Ниньо (ок. 1243—1281)

От связи с Майор Гильен де Гусман:
- Беатрис Альфонсо (1242 — 27 октября 1303); муж: с 1253 Афонсу III (5 мая 1210 — 16 февраля 1279), король Португалии

От неизвестных любовниц:
- Уррака Альфонсо; муж: Альваро Перес де Гусман (ум. после 1280)
- Мартин Альфонсо, аббат в Вальядолиде

## Память
В его честь был назван кратер Альфонс на Луне.
Также в честь Альфонса названы:
- астероид (925) Альфонсина;
- станция Барселонского метрополитена «Альфонс X[англ.]».

## В кино
- «Толедо: Перекрестки судеб» / Toledo — реж. Хуан Мануэль Родригес Пачон, Испания, 2012 г.